# Stadion Tuško Polje
El Stadion Tuško Polje es un estadio de fútbol situado en la ciudad de Tuzi en el sureste del país balcánico de Montenegro, dispone de césped natural de dimensiones de 102 x 69 metros y de una capacidad aproximada de 2000 espectadores ya que tan solo dispone de una pequeña grada. 
El estadio fue construido en los años 1970